# George Moala
George Moala (Auckland, 5 novembre 1990) è un rugbista a 15 neozelandese, internazionale per Tonga, che gioca come tre quarti centro per il Clermont in Top 14.

## Biografia
Moala fece il suo debutto nel rugby professionistico con la maglia di Auckland nella partita contro Wellington valida per il National Provincial Championship del 2011; nel novembre dello stesso anno fu inserito, dall'allora allenatore dei Blues Pat Lam, nella squadra scelta per disputare il Super Rugby 2012. Nel 2015 sotto la guida tecnica di John Kirwan, all'epoca allenatore dei Blues, Moala fu spostato permanentemente da tre quarti ala a tre quarti centro, posizione che tuttora occupa. Nello stesso anno giunse alla finale di National Provincial Championship con Auckland, segnando dieci mete e venendo nominato miglior giocatore del torneo.
Moala inizialmente rappresentò la nazionale giovanile tongana nel Campionato mondiale giovanile di rugby 2009 e nel Campionato mondiale giovanile di rugby 2010. Nel 2015, però, accettò la convocazione con gli All Blacks ed esordì nella partita, disputatasi nel luglio dello stesso anno, contro Samoa segnando una meta. Successivamente, nel giugno 2016, scese in campo nell'ultima sfida del tour della nazionale gallese in Nuova Zelanda, anche qui segnando una meta. Giocò, subentrando dalla panchina, l'incontro con i Sudafrica valido per l'ultima giornata del The Rugby Championship 2016.
Moala, insieme al fratello, fu condannato nel 2015 per aggressione e dovette pagare una sanzione di 2500 dollari; i fatti incriminati risalgono al dicembre 2012 quando il giocatore fu coinvolto in una rissa all'interno di un bar.

## Palmarès
- Rugby Championship: 1
Nuova Zelanda: 2016
- Challenge Cup: 1
Clermont: 2018-19